# Deon Hemmings
Deon Hemmings (ur. 9 października 1968 w Saint Ann) – jamajska lekkoatletka, płotkarka.
Mistrzyni olimpijska w biegu na 400 m przez płotki (Atlanta 1996). Srebrna medalistka olimpijska w tej konkurencji oraz złota medalistka w sztafecie 4 × 400 m (Sydney 2000). Była również finalistką igrzysk olimpijskich w Barcelonie w biegu na 400 m przez płotki. Wicemistrzyni świata na 400 m przez płotki (Ateny 1997). Trzykrotna brązowa medalistka MŚ: Göteborg 1995 – 400 m pł; Ateny 1997 – 4 × 400 m; Sewilla 1999 – 400 m pł.
Wielokrotna medalistka mistrzostw Jamajki w biegu na 400 metrów przez płotki, m.in. dziesięciokrotnie złota (1991, 1992, 1993, 1994, 1995, 1996, 1997, 1998, 1999, 2000).